# یواس‌اس اتول (اس‌اس-۴۰۳)
یواس‌اس اتول (اس‌اس-۴۰۳) (به انگلیسی: USS Atule (SS-403)) یک زیردریایی بود که طول آن ۳۱۱ فوت (۳٬۷۳۰ اینچ) بود. این زیردریایی در سال ۱۹۴۴ ساخته شد.